# Rhabdoblatta ridleyi
Rhabdoblatta ridleyi är en kackerlacksart som först beskrevs av Kirby, W. F. 1903.  Rhabdoblatta ridleyi ingår i släktet Rhabdoblatta och familjen jättekackerlackor. Inga underarter finns listade i Catalogue of Life.